# Хуго Сис
Хуго Сис (мађ. Szüsz Hugó био је Мађарски међународни фудбалски судија а радио је и као фудбалски тренер у будимпештанском фудбалском клубу МТК.

## Каријера
Након оснивања МЛС-а, питањем суђења се бавио Савет МЛС-а, а затим и његов Управни одбор. Само они који су положили теоријски и практични испит пред надлежним судијским телом могу судити званичне утакмице. Године 1902. Сис је положио теоријски и практични испит из суђења пред Испитним одбором за судије (ББ) МЛС-а у Будимпешти. Био је активан у првенствима којима је руководио МЛС. По препоруци ББ МЛС-а, био је судија НБ II, а од 1903. године и судија НБ I. Према пракси слања, редовно је обављао и функцију помоћног судије. Између 1904. и 1908. године сматра се једним од најбољих судија друге генерације фудбалског суђења. Повукао се из националног суђења 1927. године. У мађарској НБ I лиги водио је 74 утакмице.
| Датум             | Локација                | Врста утакмице      | Утакмица          | Резултат | Број гледалаца |
| ----------------- | ----------------------- | ------------------- | ----------------- | -------- | -------------- |
| 21. фебруар 1904. | Стадион МАЦ, Будимпешта | прва НБ I утакмица  | Пошташ–ФК 33      | 1 – 0    | без гледалаца  |
| 27. фебруар 1927. | Сомбатхељ               | задња НБ I утакмица | ФК Шабарија–Башћа | 4 – 0    | 4.500          |

Мађарски фудбалски савез номиновао је Б.Т. за међународног судију, а Међународна фудбалска асоцијација га има у свом судијском особљу од 1919. године. Судио је неколико међународних утакмица репрезентација и клубова или је помагао својим колегама судијама као линијски судија. Повукао се из међународног суђења 1927. године. У Европи је рангиран као судија највећег ранга на утакмицама репрезентација, са 2 (6. април 1919. - 9. новембар 1919.) сусрета.
Судио је неколико утакмица мађарске фудбалске репрезентације у име Мађарског фудбалског савеза (МЛС).
| Датум             | Локација                     | Врста утакмице  | Утакмица                                | Резултат | Број гледалаца |
| ----------------- | ---------------------------- | --------------- | --------------------------------------- | -------- | -------------- |
| 6. април 1919.    | Илеи ут, Будимпешта          | 71. утакмица    | Мађарска–Аустрија                       | 2 – 1    | 35.000         |
| 9. новембар 1919. | Стадион Хунгариа, Будимпешта | 73. утакмица    | Мађарска–Аустрија                       | 3 – 2    | 27.000         |
| 13. фебруар 1927. | Стадион Хунгариа, Будимпешта | профи селекција | Селекција Мађарске — Селекција Аустрије | 1 – 1    | 18.000         |

## Тренер
Између 1907. и 1911. године био је главни тренер МТК-а. У сезони 1907/08. са МТК је освојио мађарско првенство, а у сезони 1909/10. је освојио Куп Мађарске. Прву утакмицу као тренер МТК је водио 15. септембра 1907. године и то против Тереквеша када је МТК победио са 5 : 1. Своју последњу утакмицу као тренер МТК имао је 28. маја 1911. када је водио МТК против Мађар АК−а у победи од 4 : 1.

## Остала признања и достигнућа
Године 1911. био је председник Одбора за контролу судија (ББ). Дана 17. маја 1917. године основан је Мађарски одбор фудбалских судија (БТ) као орган МЛС-а. Изабран је у управни одбор као члан извршног одбора, а касније и за потпредседника. Био је искрени спортиста Одбора судија (БТ од 1922), у коме су се у великој мери концентрисале људске врлине, али није био човек борбе. У овој ери, главна врлина била је борба против анексије суђења. У име МЛС-а, у више наврата је био члан одбора за избор фудбалске репрезентације (1910, 1911). Као признање за његових 25 година успешног професионалног рада, ЈТ му је доделио златну значку и златну повељу. Године 1932, ЈТ је изабрао Мора Фишера, бившег потпредседника ФИФА, и Хуга Сиса за сталне почасне чланове.

## Извори
- Gerhárd Lajos: A magyar sport pentheonja I-II. és III-IV. kötet - 1932. "A magyar sport pantheonja" Kiadóvállalat
- dr. Földessy János: A magyar labdarúgás 60 éve - 1958. Sport és Könyvkiadó Vállalat
- Dénes Tamás–Sándor Mihály–B. Bába Éva: A magyar labdarúgás története I. Amatőrök és álamatőrök (1897–1926)
- dr. Ábrai Zsigmond: Magyar futballbírák könyve - 1935. A Magyar Futballbírák Testülete tulajdona
- „újságcikk”. Játékvezető (folyóirat). 1965. VI. évfolyam 9. szám. 1965.
- Rejtő László – Lukács László – Szepesi György: Felejthetetlen 90 percek. Budapest: Sportkiadó. 1977.  963-253-501-4